# Авраамій Паліцин

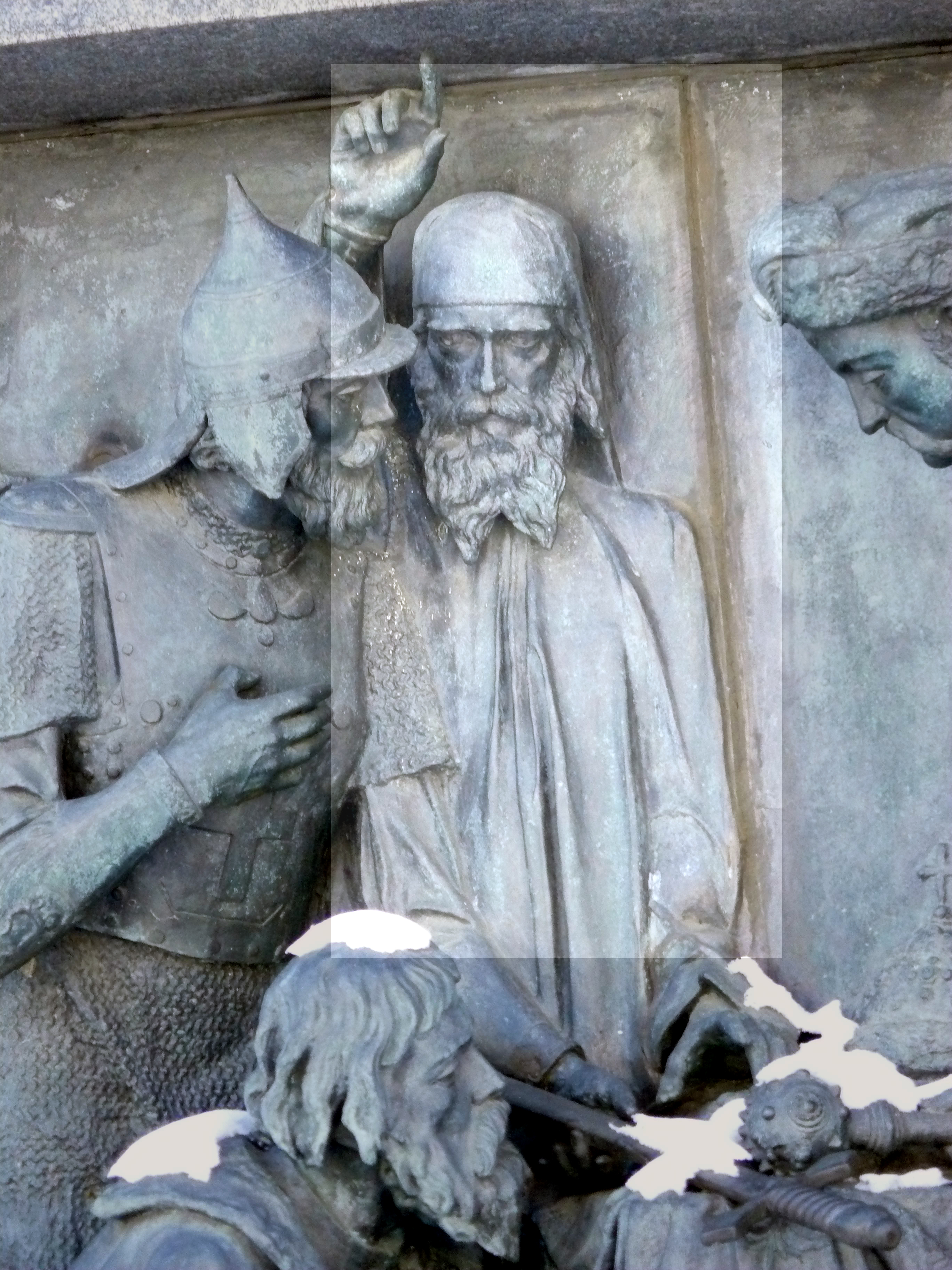
Авраамій Паліцин на пам'ятнику «Тисячоліття Росії» у Великому Новгороді

Авраамій Паліцин (рос. Авраамий Палицын, мирське ім'я Аверкій  Іванов Паліцин, †13 (23) 1626) — російський політичний діяч та письменник.
Авраамій Паліцин народився в селі Протасьєві поблизу Ростова близько 1550 року. Походив з давнього служивого дворянського роду Паліциних. У 1580-х роках Паліцин служив воєводою в Колі та, можливо, в Холмогорах. У 1587 або 1588 році піддався опалі та був засланий в Соловецький монастир, де колишнього воєводу постригли в ченці. На думку ряду дослідників, цей поворот у долі Паліцина був пов'язаний з його участю в невдалій змові Шуйських.
В 1588 році потрапив в опалу, можливо за участь в змові Шуйських і був пострижений в монахи в Соловецькому монастирі. За царя Бориса Годунова повернувся з заслання, в правління Василія Шуйського в 1608 році був призначений келарем Троїце-Сергієвого монастиря. Восени 1610 року брав участь в посольстві до польського короля Сигізмунда ІІІ аби запросити його сина Владислава на московський трон. В 1612 році під час дій ополчення Мініна і Пожарського активно агітував населення Москви їм на допомогу. В 1618 році успішно керував захистом свого монастиря від військ королевича Владислава. В 1619 році був вимушений виїхати до Соловецького монастиря, де й помер. Авраамій Паліцин — автор популярного в 17-19 століттях рос. «Сказания об осаде Троице-Сергиевого монастыря от поляков и литвы и о бывших потом в России мятежах», яке збереглося в списках 17-18 століття.